# Rivière Saint-Siméon (Baie-des-Chaleurs)
Pour les articles homonymes, voir Saint-Siméon.
La rivière Saint-Siméon est un fleuve côtier coulant dans les municipalités de Saint-Alphonse, Caplan et Saint-Siméon, dans la municipalité régionale de comté (MRC) de Bonaventure, dans la région administrative de la Gaspésie-Îles-de-la-Madeleine, au Québec, au Canada.
La rivière Saint-Siméon se déverse sur la rive Nord de la baie des Chaleurs. Cette dernière baie s'ouvre vers l'Est sur le golfe du Saint-Laurent.

## Géographie
La rivière Saint-Siméon prend sa source de ruisseaux de montagnes de la rive Nord de la Baie-des-Chaleurs, au nord du village de Saint-Alphonse à une altitude de 373 m.
Cette source de la rivière Saint-Siméon est située à :
- 6,0 km au Nord du centre du village de Saint-Alphonse ;
- 0,4 km au Sud de la limite Sud-Est du canton de Robidoux ;
- 15,1 km au Nord-Ouest de la confluence de la rivière Saint-Siméon.

Le cours de la rivière Saint-Siméon coule sur 23,1 km répartis selon les segments suivants :
- 4,7 km vers le Sud-Est dans Saint-Alphonse, jusqu'au chemin des Ruisseaux Ouest en passant dans le hameau de "Sainte-Claire-de-Bonaventure" ;
- 1,7 km vers le Sud-Est en recueillant les eaux du ruisseau à Émile (venant du Nord-Ouest) et en coupoant la route Marcellin, jusqu'à la rue principale Est traversant le village de Saint-Alphonse qu'elle coupe à 0,4 km à l'Est de l'intersection routière (route de Saint-Alphonse et rue Principale-Est) ;
- 6,4 km vers le Sud-Est jusqu'à la limite de la municipalité de Caplan ;
- 1,5 km vers le Sud-Est jusqu'à la limite Saint-Siméon ;
- 0,8 km vers le Sud-Est dans Saint-Siméon, jusqu'à la route du 4e rang Est ;
- 2,2 km vers le Sud-Est en coupant la route Cyr, jusqu'à la route du 3e rang Est ;
- 2,6 km vers le Sud-Est en coupant la route Poirier, jusqu'à la route du 2e rang Est ;
- 1,8 km vers le Sud, jusqu'au pont du chemin de fer du Canadien National ;
- 1,4 km vers le Sud, en coupant la route 132 qui longe le littoral Nord de la Baie-des-Chaleurs, jusqu'à la confluence de la rivière[2].

La confluence de la rivière Saint-Siméon se déverse sur la rive Nord de la Baie-des-Chaleurs à l'Est du village de Saint-Siméon, à :
- 14,0 km à l'Est de la confluence de la rivière Caplan ;
- 6,8 km au Nord-Ouest de l'embouchure du barachois de Bonaventure dans lequel se déverse la rivière Bonaventure.

## Toponymie
Les Micmacs désignent la rivière "Wapiamgejuig" ou "Oapiamgetjoig", signifiant « dont le cours est limpide et brillant » ou « grande embouchure », selon les sources.
Le toponyme "rivière Saint-Siméon" a été officialisé le 1er février 1991 par la Commission de toponymie du Québec.